# Paradiopatra fiordica
Paradiopatra fiordica är en ringmaskart som först beskrevs av Fauchald 1974.  Paradiopatra fiordica ingår i släktet Paradiopatra och familjen Onuphidae. Arten är reproducerande i Sverige. Inga underarter finns listade i Catalogue of Life.